# Campeonato Europeo Sub-17 de la UEFA 2022
El Campeonato de Europa Sub-17 de la UEFA 2022 fue la decimonovena edición de este torneo organizado por la UEFA (40.ª edición si también se incluyera la era Sub-16). Israel albergó el torneo entre mayo y junio de 2021.
La fase de clasificación determinó los 15 equipos que se unieron a Israel, el anfitrión automáticamente clasificado, en la fase final del campeonato. Aparte de Israel como anfitrión, los 54 equipos restantes entran en la competición de clasificación, donde el formato original constaría de dos rondas: Ronda de clasificación, que se llevaría a cabo en otoño de 2021, y Ronda de élite, que se llevaría a cabo en primavera de 2022.

## Clasificación
Las 55 naciones de la UEFA entraron en la competición, y con el anfitrión Israel clasificándose automáticamente, los otros 54 equipos competirán en la competición de clasificación, que constará de dos rondas: Ronda de clasificación, que tendrá lugar en otoño de 2021, y Ronda de élite, que se llevará a cabo en la primavera de 2022, para determinar los 15 lugares restantes en el torneo final.
El sorteo de la ronda de clasificación se llevó a cabo el 9 de diciembre de 2020 en la sede de la UEFA en Nyon, Suiza.

### Equipos clasificados
Los siguientes equipos se clasificaron para el torneo final.
Nota: Todas las estadísticas de aparición incluyen solo la era Sub-17 (desde 2002).
| Equipo       | Método de calificación | Apariciones | Última aparición        | Mejor rendimiento anterior        |
| ------------ | ---------------------- | ----------- | ----------------------- | --------------------------------- |
| Israel       | Sede                   | 4           | 2018 (fase de grupos)   | Fase de Grupos (2003, 2005, 2018) |
| Países Bajos | Ganador Grupo 1        | 14          | 2019 (Campeón)          | Campeón (2011, 2012, 2018, 2019)  |
| Dinamarca    | Ganador Grupo 2        | 6           | 2018 (fase de grupos)   | Semifinal (2011)                  |
| Alemania     | Ganador Grupo 3        | 13          | 2019 (fase de grupos)   | Campeón (2009)                    |
| España       | Ganador Grupo 4        | 14          | 2019 (Semifinal)        | Campeón (2007, 2008, 2017)        |
| Francia      | Ganador Grupo 5        | 13          | 2019 (Semifinal)        | Campeón (2004, 2015)              |
| Italia       | Ganador Grupo 6        | 10          | 2019 (Subcampeón)       | Subcampeón (2013, 2018, 2019)     |
| Serbia       | Ganador Grupo 7        | 82          | 2018 (fase de grupos)   | Cuartos de Final (2002)3          |
| Portugal     | Ganador Grupo 8        | 9           | 2019 (Cuartos de final) | Campeón (2003, 2016)              |
| Suecia       | Segundo Grupo 21       | 5           | 2019 (fase de grupos)   | Semifinal (2013)                  |
| Bélgica      | Segundo Grupo 41       | 8           | 2019 (Cuartos de final) | Semifinal (2007, 2015, 2018)      |
| Escocia      | Segundo Grupo 31       | 6           | 2017 (fase de grupos)   | Semifinal (2014)                  |
| Turquía      | Segundo Grupo 71       | 8           | 2017 (Semifinal)        | Campeón (2005)                    |
| Polonia      | Segundo Grupo 61       | 3           | 2012 (Semifinal)        | Semifinal (2012)                  |
| Bulgaria     | Segundo Grupo 81       | 2           | 2015 (fase de grupos)   | Fase de Grupos (2015)             |
| Luxemburgo   | Segundo Grupo 51       | 2           | 2006 (fase de grupos)   | Fase de Grupos (2006)             |

Notas
1 Los 7 (siete) mejores segundos de grupo de la Ronda Élite se clasificaron para el torneo final.
2 Dos como Serbia y Montenegro y seis como Serbia.
3 Como Serbia y Montenegro.

## Torneo Final

### Sedes
| Lod                      | Lod Ness Tziona Netanya Ramat Gan Rishon LeZion | Ness Tziona            |
| Estadio Municipal de Lod | Lod Ness Tziona Netanya Ramat Gan Rishon LeZion | Estadio de Ness Tziona |
| Capacidad: 3,000         | Lod Ness Tziona Netanya Ramat Gan Rishon LeZion | Capacidad: 3,500       |
|                          | Lod Ness Tziona Netanya Ramat Gan Rishon LeZion |                        |
| Netanya                  | Ramat Gan                                       | Rishon LeZion          |
| Estadio de Netanya       | Estadio Ramat Gan                               | Estadio Haberfeld      |
| Capacidad: 24,000        | Capacidad: 41,583                               | Capacidad: 6,000       |
|                          |                                                 |                        |

### Fase de grupos

#### Grupo A
| Equipo     | Pts | PJ | PG | PE | PP | GF | GC | Dif |
| ---------- | --- | -- | -- | -- | -- | -- | -- | --- |
| Alemania   | 9   | 3  | 3  | 0  | 0  | 9  | 2  | +7  |
| Italia     | 6   | 3  | 2  | 0  | 1  | 4  | 3  | +1  |
| Israel     | 3   | 3  | 1  | 0  | 2  | 3  | 4  | -1  |
| Luxemburgo | 0   | 3  | 0  | 0  | 3  | 0  | 7  | -7  |

| 16 de mayo de 2022 | Italia                   | 2:3 (1:2) | Alemania                                    | Estadio de Ness Tziona, Ness Tziona, Israel |                           |
| 17:30 (UTC+3)      | - Bruno 44' - Bolzan 48' | Reporte   | - 24' Bischof - 27' Wanner - 56' Pejčinović | Árbitro(s): Willy Delajod                   | Árbitro(s): Willy Delajod |

| 16 de mayo de 2022 | Israel                          | 3:0 (0:0) | Luxemburgo | Estadio Haberfeld, Rishon LeZion, Israel |                              |
| 20:00 (UTC+3)      | - Yusopove 78', 82' - Zoabi 87' | Reporte   |            | Árbitro(s): Andrei Chivulete             | Árbitro(s): Andrei Chivulete |

| 19 de mayo de 2022 | Alemania                                   | 3:0 (2:0) | Luxemburgo | Estadio Haberfeld, Rishon LeZion, Israel |                             |
| 17:30 (UTC+3)      | - Weiper 7' - Ulrich 27' - Ibrahimović 70' | Reporte   |            | Árbitro(s): Igor Stojčevski              | Árbitro(s): Igor Stojčevski |

| 19 de mayo de 2022 | Israel | 0:1 (0:0) | Italia         | Estadio de Ness Tziona, Ness Tziona, Israel |                                       |
| 20:00 (UTC+3)      |        | Reporte   | - 75' Esposito | Árbitro(s): Christian-Petru Ciochirca       | Árbitro(s): Christian-Petru Ciochirca |

| 22 de mayo de 2022 | Alemania                         | 3:0 (0:0) | Israel | Estadio Municipal de Lod, Lod, Israel |                       |
| 20:00 (UTC+3)      | - Weiper 59' - Raebiger 64', 67' | Reporte   |        | Árbitro(s): Dario Bel                 | Árbitro(s): Dario Bel |

| 22 de mayo de 2022 | Luxemburgo | 0:1 (0:1) | Italia               | Estadio Ramat Gan, Ramat Gan, Israel |                      |
| 20:00 (UTC+3)      |            | Reporte   | 25' (pen.) Di Maggio | Árbitro(s): Tom Owen                 | Árbitro(s): Tom Owen |

#### Grupo B
| Equipo       | Pts | PJ | PG | PE | PP | GF | GC | Dif |
| ------------ | --- | -- | -- | -- | -- | -- | -- | --- |
| Países Bajos | 9   | 3  | 3  | 0  | 0  | 8  | 3  | +5  |
| Francia      | 6   | 3  | 2  | 0  | 1  | 11 | 4  | +7  |
| Polonia      | 1   | 3  | 0  | 1  | 2  | 3  | 9  | -6  |
| Bulgaria     | 1   | 3  | 0  | 1  | 2  | 2  | 8  | -6  |

| 16 de mayo de 2022 | Francia                                                               | 6:1 (4:0) | Polonia       | Estadio Ramat Gan, Ramat Gan, Israel  |                                       |
| 17:30 (UTC+3)      | - Doué 6' (pen.), 15' - Gueguin 27' - Diallo 40' - Tel 64' - Byar 66' | Reporte   | - 74' Drachal | Árbitro(s): Christian-Petru Ciochirca | Árbitro(s): Christian-Petru Ciochirca |

| 16 de mayo de 2022 | Bulgaria       | 1:3 (1:1) | Países Bajos                                   | Estadio Municipal de Lod, Lod, Israel |                             |
| 20:00 (UTC+3)      | - Georgiev 10' | Reporte   | - 30' Misehouy - 60' Babadi - 90+1' Van Duiven | Árbitro(s): Igor Stojčevski           | Árbitro(s): Igor Stojčevski |

| 19 de mayo de 2022 | Países Bajos                          | 2:1 (0:0) | Polonia       | Estadio Municipal de Lod, Lod, Israel |                                   |
| 17:30 (UTC+3)      | - Huijsen 51' (pen.) - Boerhout 90+3' | Reporte   | - 88' Guercio | Árbitro(s): Helgi Mikael Jónasson     | Árbitro(s): Helgi Mikael Jónasson |

| 19 de mayo de 2022 | Francia                                     | 4:0 (2:0) | Bulgaria | Estadio Ramat Gan, Ramat Gan, Israel |                              |
| 20:00 (UTC+3)      | - Tel 29', 44' - Aiki 86' - Zaïre-Emery 89' | Reporte   |          | Árbitro(s): Andrei Chivulete         | Árbitro(s): Andrei Chivulete |

| 22 de mayo de 2022 | Países Bajos                                        | 3:1 (0:1) | Francia    | Estadio Haberfeld, Rishon LeZion, Israel |                               |
| 17:30 (UTC+3)      | - Huijsen 76' (pen.) - Milambo 81' - Boerhout 90+4' | Reporte   | 13' Diallo | Árbitro(s): Henrik Nalbandyan            | Árbitro(s): Henrik Nalbandyan |

| 22 de mayo de 2022 | Polonia       | 1:1 (0:0) | Bulgaria    | Estadio de Ness Tziona, Ness Tziona, Israel |                                       |
| 17:30 (UTC+3)      | Sławiński 47' | Reporte   | 83' Traykov | Árbitro(s): Christian-Petru Ciochirca       | Árbitro(s): Christian-Petru Ciochirca |

#### Grupo C
| Equipo  | Pts | PJ | PG | PE | PP | GF | GC | Dif |
| ------- | --- | -- | -- | -- | -- | -- | -- | --- |
| España  | 7   | 3  | 2  | 1  | 0  | 5  | 1  | +4  |
| Serbia  | 5   | 3  | 1  | 2  | 0  | 4  | 3  | +1  |
| Bélgica | 4   | 3  | 1  | 1  | 1  | 4  | 4  | 0   |
| Turquía | 0   | 3  | 0  | 0  | 3  | 2  | 7  | -5  |

| 17 de mayo de 2022 | Serbia                 | 1:1 (0:1) | Bélgica              | Estadio Haberfeld, Rishon LeZion, Israel |                                   |
| 17:30 (UTC+3)      | - Milošević 88' (pen.) | Reporte   | - 17' Idumbo-Muzambo | Árbitro(s): Helgi Mikael Jónasson        | Árbitro(s): Helgi Mikael Jónasson |

| 17 de mayo de 2022 | Turquía | 0:2 (0:1) | España                      | Estadio de Ness Tziona, Ness Tziona, Israel |                       |
| 20:00 (UTC+3)      |         | Reporte   | - 41' Rodríguez - 53' Bravo | Árbitro(s): Dario Bel                       | Árbitro(s): Dario Bel |

| 20 de mayo de 2022 | Serbia                        | 2:1 (1:1) | Turquía    | Estadio Haberfeld, Rishon LeZion, Israel |                      |
| 14:30 (UTC+3)      | - Šljivić 17' - Milošević 52' | Reporte   | - 43' Uzun | Árbitro(s): Tom Owen                     | Árbitro(s): Tom Owen |

| 20 de mayo de 2022 | España                  | 2:0 (2:0) | Bélgica | Estadio de Ness Tziona, Ness Tziona, Israel |                               |
| 16:30 (UTC+3)      | - Boñar 12' - Bravo 45' | Reporte   |         | Árbitro(s): Henrik Nalbandyan               | Árbitro(s): Henrik Nalbandyan |

| 23 de mayo de 2022 | España    | 1:1 (0:0) | Serbia               | Estadio Haberfeld, Rishon LeZion, Israel |                           |
| 17:30 (UTC+3)      | Mella 76' | Reporte   | 88' (pen.) Milošević | Árbitro(s): Willy Delajod                | Árbitro(s): Willy Delajod |

| 23 de mayo de 2022 | Bélgica                                                | 3:1 (0:0) | Turquía  | Estadio de Ness Tziona, Ness Tziona, Israel |                              |
| 17:30 (UTC+3)      | - Idumbo-Muzambo 62' (pen.) - Spileers 73' - Talbi 77' | Reporte   | 76' Uzun | Árbitro(s): Andrei Chivulete                | Árbitro(s): Andrei Chivulete |

#### Grupo D
| Equipo    | Pts | PJ | PG | PE | PP | GF | GC | Dif |
| --------- | --- | -- | -- | -- | -- | -- | -- | --- |
| Dinamarca | 6   | 3  | 2  | 0  | 1  | 7  | 4  | +3  |
| Portugal  | 6   | 3  | 2  | 0  | 1  | 10 | 6  | +4  |
| Suecia    | 6   | 3  | 2  | 0  | 1  | 5  | 5  | 0   |
| Escocia   | 0   | 3  | 0  | 0  | 3  | 2  | 9  | -7  |

| 17 de mayo de 2022 | Dinamarca    | 1:2 (0:2) | Suecia                 | Estadio Ramat Gan, Ramat Gan, Israel |                               |
| 17:30 (UTC+3)      | - Sahsah 59' | Reporte   | - 3' (pen.), 24' Kanga | Árbitro(s): Henrik Nalbandyan        | Árbitro(s): Henrik Nalbandyan |

| 17 de mayo de 2022 | Escocia         | 1:5 (0:3) | Portugal                                                                  | Estadio Municipal de Lod, Lod, Israel |                      |
| 20:00 (UTC+3)      | - Mackenzie 62' | Reporte   | - 8' Lima - 26' Rodrigues - 37' (pen.) Veloso - 69' Moreira - 73' Ribeiro | Árbitro(s): Tom Owen                  | Árbitro(s): Tom Owen |

| 20 de mayo de 2022 | Dinamarca                                            | 3:1 (1:1) | Escocia      | Estadio Ramat Gan, Ramat Gan, Israel |                       |
| 14:30 (UTC+3)      | - Simmelhack 33' - Mackenzie 47' (a.g.) - Jensen 71' | Reporte   | - 35' Wilson | Árbitro(s): Dario Bel                | Árbitro(s): Dario Bel |

| 20 de mayo de 2022 | Portugal                                        | 4:2 (3:1) | Suecia                       | Estadio Municipal de Lod, Lod, Israel |                           |
| 16:30 (UTC+3)      | - Ribeiro 32' - Veloso 37', 60' - Moreira 45+1' | Reporte   | - 7' Kanga - 80' de Oliveira | Árbitro(s): Willy Delajod             | Árbitro(s): Willy Delajod |

| 23 de mayo de 2022 | Portugal | 1:3 (1:0) | Dinamarca                                               | Estadio Ramat Gan, Ramat Gan, Israel |                             |
| 20:00 (UTC+3)      | Lima 30' | Reporte   | - 62' Nartey - 70' Hansborg-Sørensen - 90' (a.g.) Gomes | Árbitro(s): Igor Stojčevski          | Árbitro(s): Igor Stojčevski |

| 23 de mayo de 2022 | Suecia    | 1:0 (0:0) | Escocia | Estadio Municipal de Lod, Lod, Israel |                                   |
| 20:00 (UTC+3)      | Kanga 66' | Reporte   |         | Árbitro(s): Helgi Mikael Jónasson     | Árbitro(s): Helgi Mikael Jónasson |

### Fase final

#### Cuadro de desarrollo
|  | Cuartos de final | Cuartos de final |                   |       | Semifinales | Semifinales |  |  | Final | Final |
|  |                  |                  |                   |       |             |             |  |  |       |       |
|  |                  |                  |                   |       |             |             |  |  |       |       |
|  |                  |                  |                   |       |             |             |  |  |       |       |
|  | Alemania         | 1 (3)            |                   |       |             |             |  |  |       |       |
|  | Alemania         | 1 (3)            |                   |       |             |             |  |  |       |       |
|  | Francia (p.)     | 1 (4)            |                   |       |             |             |  |  |       |       |
|  | Francia (p.)     | 1 (4)            | Francia (p.)      | 2 (6) |             |             |  |  |       |       |
|  |                  |                  | Francia (p.)      | 2 (6) |             |             |  |  |       |       |
|  |                  | Portugal         | 2 (5)             |       |             |             |  |  |       |       |
|  | España           | Portugal         | 2 (5)             | 1     |             |             |  |  |       |       |
|  | España           |                  |                   | 1     |             |             |  |  |       |       |
|  | Portugal         | 2                |                   |       |             |             |  |  |       |       |
|  | Portugal         | 2                | Francia           | 2     |             |             |  |  |       |       |
|  |                  |                  | Francia           | 2     |             |             |  |  |       |       |
|  |                  | Países Bajos     | 1                 |       |             |             |  |  |       |       |
|  | Países Bajos     | Países Bajos     | 1                 | 2     |             |             |  |  |       |       |
|  | Países Bajos     |                  |                   | 2     |             |             |  |  |       |       |
|  | Italia           | 1                |                   |       |             |             |  |  |       |       |
|  | Italia           | 1                | Países Bajos (p.) | 2 (5) |             |             |  |  |       |       |
|  |                  |                  | Países Bajos (p.) | 2 (5) |             |             |  |  |       |       |
|  |                  | Serbia           | 2 (3)             |       |             |             |  |  |       |       |
|  | Dinamarca        | Serbia           | 2 (3)             | 1     |             |             |  |  |       |       |
|  | Dinamarca        |                  |                   | 1     |             |             |  |  |       |       |
|  | Serbia           | 2                |                   |       |             |             |  |  |       |       |
|  | Serbia           | 2                |                   |       |             |             |  |  |       |       |

#### Cuartos de final
| 25 de mayo de 2022 | Alemania                                                                 | 1:1 (1:1) (3:4 p.)         | Francia                                                       | Estadio Haberfeld, Rishon LeZion, Israel |                       |
| 17:30 (UTC+3)      | - Weiper 38'                                                             | Reporte                    | - 19' Saettel                                                 | Árbitro(s): Dario Bel                    | Árbitro(s): Dario Bel |
|                    |                                                                          | Tiros desde el punto penal |                                                               |                                          |                       |
|                    | - Schulz - Pejčinović - Bischof - Ibrahimović - Krattenmacher - Fritschi |                            | - Zaïre-Emery - Byar - Atangana Edoa - Kabamba - Tel - Diallo |                                          |                       |

| 25 de mayo de 2022 | Países Bajos                    | 2:1 (2:0) | Italia       | Estadio de Netanya, Netanya, Israel |                           |
| 20:00 (UTC+3)      | - Misehouy 27' - Van Duiven 43' | Reporte   | - 64' Lipani | Árbitro(s): Willy Delajod           | Árbitro(s): Willy Delajod |

| 26 de mayo de 2022 | Dinamarca        | 1:2 (0:1) | Serbia                     | Estadio de Ness Tziona, Ness Tziona, Israel |                              |
| 17:30 (UTC+3)      | - E. Højlund 48' | Reporte   | - 3' Simić - 64' Milošević | Árbitro(s): Andrei Chivulete                | Árbitro(s): Andrei Chivulete |

| 26 de mayo de 2022 | España      | 1:2 (1:1) | Portugal                            | Estadio de Netanya, Netanya, Israel   |                                       |
| 20:00 (UTC+3)      | - Boñar 17' | Reporte   | - 9' Moreira - 63' (pen.) Rodrigues | Árbitro(s): Christian-Petru Ciochirca | Árbitro(s): Christian-Petru Ciochirca |

#### Semifinales
| 29 de mayo de 2022 | Francia                                               | 2:2 (2:2) (6:5 p.)         | Portugal                                                    | Estadio de Netanya, Netanya, Israel |                       |
| 17:30 (UTC+3)      | - Zaïre-Emery 8' - Muniz 45+1' (a.g.)                 | Reporte                    | - 12' Moreira - 20' Essugo                                  | Árbitro(s): Dario Bel               | Árbitro(s): Dario Bel |
|                    |                                                       | Tiros desde el punto penal |                                                             |                                     |                       |
|                    | - Gueguin - Diallo - Kabamba - Byar - Tel - Bitshiabu |                            | - Gonçalves - Muniz - Rodrigues - Essugo - Djaló - Mendonça |                                     |                       |

| 29 de mayo de 2022 | Países Bajos                                           | 2:2 (0:0) (5:3 p.)         | Serbia                                         | Estadio de Netanya, Netanya, Israel |                               |
| 21:00 (UTC+3)      | - Van Duiven 47' - Slory 73'                           | Reporte                    | - 50' Milošević - 55' Mijatović                | Árbitro(s): Henrik Nalbandyan       | Árbitro(s): Henrik Nalbandyan |
|                    |                                                        | Tiros desde el punto penal |                                                |                                     |                               |
|                    | - Huijsen - Van den Heuvel - Agougil - Kleijn - Babadi |                            | - Stanković - Radonjić - Šljivić - Serafimović |                                     |                               |

#### Final
| 1 de junio de 2022 | Francia            | 2:1 (0:0) | Países Bajos | Estadio de Netanya, Netanya, Israel   |                                       |
| 19:00 (UTC+3)      | - Kumbedi 58', 60' | Reporte   | - 48' Slory  | Árbitro(s): Christian-Petru Ciochirca | Árbitro(s): Christian-Petru Ciochirca |

|                             |
| Bandera de Francia          |
| Campeón Francia 3.er título |

## Estadísticas

### Tabla general
| Equipo | Equipo       | Pts | PJ | PG | PE | PP | GF | GC | Dif | Rend |
| ------ | ------------ | --- | -- | -- | -- | -- | -- | -- | --- | ---- |
| 1      | Francia      | 11  | 6  | 3  | 2  | 1  | 16 | 8  | +8  | 61%  |
| 2      | Países Bajos | 13  | 6  | 4  | 1  | 1  | 13 | 8  | +5  | 72%  |
| 3      | Portugal     | 10  | 5  | 3  | 1  | 1  | 14 | 9  | +5  | 67%  |
| 4      | Serbia       | 9   | 5  | 2  | 3  | 0  | 8  | 6  | +2  | 60%  |
| 5      | Alemania     | 10  | 4  | 3  | 1  | 0  | 10 | 3  | +7  | 83%  |
| 6      | España       | 7   | 4  | 2  | 1  | 1  | 6  | 3  | +3  | 58%  |
| 7      | Dinamarca    | 6   | 4  | 2  | 0  | 2  | 8  | 6  | +2  | 50%  |
| 8      | Italia       | 6   | 4  | 2  | 0  | 2  | 5  | 5  | 0   | 50%  |
| 9      | Suecia       | 6   | 3  | 2  | 0  | 1  | 5  | 5  | 0   | 67%  |
| 10     | Bélgica      | 4   | 3  | 1  | 1  | 1  | 4  | 4  | 0   | 44%  |
| 11     | Israel       | 4   | 3  | 1  | 0  | 2  | 3  | 4  | -1  | 33%  |
| 12     | Polonia      | 1   | 3  | 0  | 1  | 2  | 3  | 9  | -6  | 11%  |
| 13     | Bulgaria     | 1   | 3  | 0  | 1  | 2  | 2  | 8  | -6  | 11%  |
| 14     | Turquía      | 0   | 3  | 0  | 0  | 3  | 2  | 7  | -5  | 0%   |
| 15     | Escocia      | 0   | 3  | 0  | 0  | 3  | 2  | 9  | -7  | 0%   |
| 16     | Luxemburgo   | 0   | 3  | 0  | 0  | 3  | 0  | 7  | -7  | 0%   |

### Goleadores
| Jugador          | Selección    | Goles |
| ---------------- | ------------ | ----- |
| Jovan Milošević  | Serbia       | 5     |
| Jardell Kanga    | Suecia       | 4     |
| Afonso Moreira   | Portugal     | 4     |
| Jason van Duiven | Países Bajos | 3     |
| João Veloso      | Portugal     | 3     |
| Mathys Tel       | Francia      | 3     |
| Nelson Weiper    | Alemania     | 3     |